# Легашов Антон Михайлович

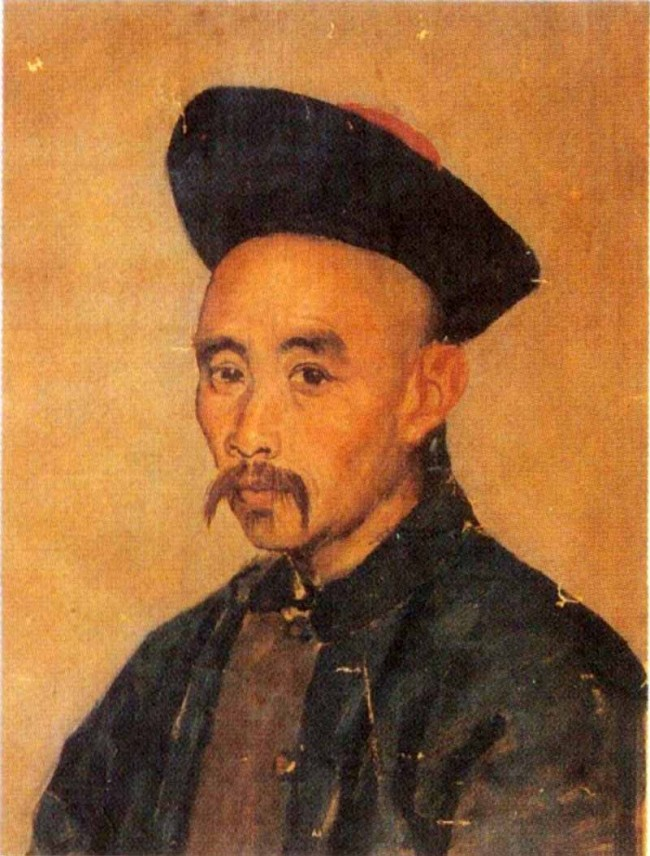
Портрет китайської людини похилого віку

Антон Михайлович Легашов, також Легашев чи Легашйов (рос. Антон Михайлович Легашов, або Легашйов;) народився у 1798 р. в Липівці, Лунінського району. Помер у 1865 р. в Санкт-Петербурзі. Був російським живописцем-пейзажистом.

## Біографія
Він народився у сім'ї кріпаків. Спочатку вивчав музику, потім пішов на столярство. У 1818 році йому дали свободу і у 1820 році поїхали до Санкт-Петербурга, де провели аудиторські заняття в Імператорській академії мистецтв. Вперше він проявив особливі навички як портретист, коли навчався з Олександром Варнеком. Його твори були нагороджені срібною медаллю у 1824 році.
Наступного року керівний комітет Академії був підготовлений до того, щоб назвати його «Художником», 14-го класу, але пропозиція була відхилена царем Миколою І (знавцем мистецтв, що самозвався) який бачив його творчість і відчував що давати йому звання було передчасно; що дозволяє спочатку оцінити принаймні ще рік роботи.
У 1829 році за пропозицією президента Академії Легашов подарував цареві портрет генерал-майора. Однак це було визнано незадовільним (цар, мабуть, був особливо незадоволений руками), і заява Легашова була знову відхилена.

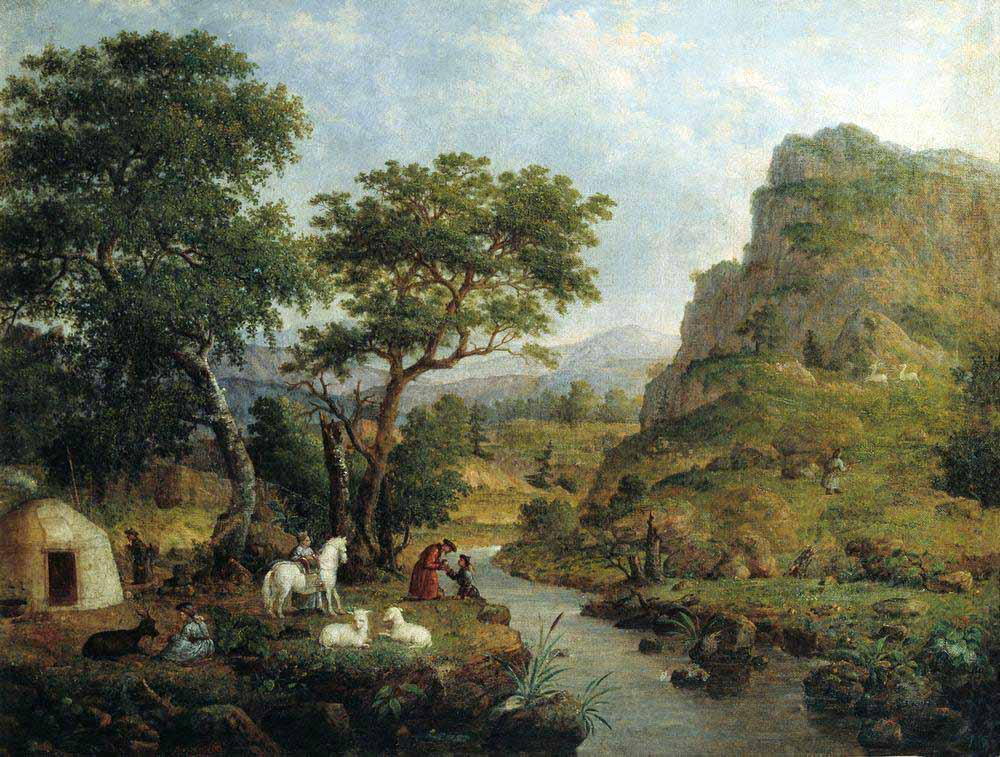
У горах Китаю.

Наприкінці того ж року він нарешті отримав свій титул і приєднався до Одинадцятої російської духовної місії в Пекіні (1830—1840) як офіційний художник місії. Після того, як він був там кілька місяців, кажуть, що натовп стикався до російського складу, вимагаючи портрети. На основі доповіді Легашова він виконав 26 історичних сцен і 24 портрети різних китайських сановників, які зараз знаходяться у Росії, а також ряд релігійних сцен для використання в Пекіні. Він також допоміг відновити фрески в Успенській церкві та нагороджений орденом святого Станіслава за загальний внесок у місію.
Після повернення у 1841 році він запропонував Академії дозволити йому викладати китайський малюнок чорнилом там, але його пропозицію було відхилено на тій підставі, що він вважався неповноцінним у європейському мистецтву і не був достатньо обізнаним, щоб бути викладачем. Натомість він став викладачем малювання в Петербурзькому державному технологічному інституті; посаду, яку він обіймав до 1852 року.
Він продовжував створювати картини з китайськими мотивами та тематикою; включаючи пейзажі, жанрові сцени та натюрморти. Його роботи є в кількох музеях Москви, а також у Владивостоці та приватних колекціях.